# Jordan Kerr
Jordan Kerr, né le 26 octobre 1979 à Adélaïde, est un joueur de tennis australien, professionnel de 1998 à 2014.

## Palmarès

### Titres en double messieurs
| No | Date       | Nom et lieu du tournoi                              | Catégorie   | Dotation  | Surface      | Partenaire       | Finalistes                     | Score             |          |
| -- | ---------- | --------------------------------------------------- | ----------- | --------- | ------------ | ---------------- | ------------------------------ | ----------------- | -------- |
| 1  | 07-07-2003 | Miller Lite Hall of Fame Championships Newport (RI) | Int' Series | 355 000 $ | Gazon (ext.) | David Macpherson | Julian Knowle Jürgen Melzer    | 7-64, 6-3         | Parcours |
| 2  | 05-07-2004 | Campbell’s Hall of Fame Championships Newport (RI)  | Int' Series | 355 000 $ | Gazon (ext.) | Jim Thomas       | Grégory Carraz Nicolas Mahut   | 6-3, 65-7, 6-3    | Parcours |
| 3  | 19-07-2004 | RCA Championships Indianapolis                      | Int' Series | 575 000 $ | Dur (ext.)   | Jim Thomas       | Wayne Black Kevin Ullyett      | 67-7, 7-63, 6-3   | Parcours |
| 4  | 04-07-2005 | Campbell’s Hall of Fame Championships Newport (RI)  | Int' Series | 355 000 $ | Gazon (ext.) | Jim Thomas       | Graydon Oliver Travis Parrott  | 7-65, 7-65        | Parcours |
| 5  | 23-04-2007 | Grand-Prix Hassan II Casablanca                     | Int' Series | 391 000 $ | Terre (ext.) | David Škoch      | Łukasz Kubot Oliver Marach     | 7-64, 1-6, [10-4] | Parcours |
| 6  | 09-07-2007 | Campbell’s Hall of Fame Championships Newport (RI)  | Int' Series | 391 000 $ | Gazon (ext.) | Jim Thomas       | Nathan Healey Igor Kunitsyn    | 6-3, 7-5          | Parcours |
| 7  | 01-10-2007 | AIG Japan Open Tennis Championships Tokyo           | Series Gold | 732 000 $ | Dur (ext.)   | Robert Lindstedt | Frank Dancevic Stephen Huss    | 6-4, 6-4          | Parcours |
| 8  | 25-02-2008 | PBZ Zagreb Indoors Zagreb                           | Int' Series | 349 000 € | Dur (int.)   | Paul Hanley      | Christopher Kas Rogier Wassen  | 6-3, 3-6, [10-8]  | Parcours |
| 9  | 06-07-2009 | Campbell’s Hall of Fame Championships Newport (RI)  | ATP 250     | 442 500 $ | Gazon (ext.) | Rajeev Ram       | Michael Kohlmann Rogier Wassen | 6-7, 7-67, [10-6] | Parcours |

### Finales en double messieurs
| No | Date       | Nom et lieu du tournoi                         | Catégorie   | Dotation    | Surface      | Vainqueurs                       | Partenaire    | Score            |          |
| -- | ---------- | ---------------------------------------------- | ----------- | ----------- | ------------ | -------------------------------- | ------------- | ---------------- | -------- |
| 1  | 31-01-2005 | Millennium Tennis Championships Delray Beach   | Int' Series | 355 000 $   | Dur (ext.)   | Simon Aspelin Todd Perry         | Jim Thomas    | 6-3, 6-3         | Parcours |
| 2  | 04-05-2009 | BMW Open by FWU AG Munich                      | ATP 250     | 398 250 €   | Terre (ext.) | Jan Hernych Ivo Minář            | Ashley Fisher | 6-4, 6-4         | Parcours |
| 3  | 20-07-2009 | Indianapolis Tennis Championships Indianapolis | ATP 250     | 450 000 $   | Dur (ext.)   | Ernests Gulbis Dmitri Toursounov | Ashley Fisher | 6-4, 3-6, [11-9] | Parcours |
| 4  | 05-10-2009 | Rakuten Japan Open Championships Tokyo         | ATP 500     | 1 100 000 $ | Dur (ext.)   | Julian Knowle Jürgen Melzer      | Ross Hutchins | 6-2, 5-7, [10-8] | Parcours |
| 5  | 11-01-2010 | Medibank International Sydney                  | ATP 250     | 372 500 $   | Dur (ext.)   | Daniel Nestor Nenad Zimonjić     | Ross Hutchins | 6-3, 7-65        | Parcours |
| 6  | 15-02-2010 | Regions Morgan Keegan Championships Memphis    | ATP 500     | 1 100 000 $ | Dur (int.)   | John Isner Sam Querrey           | Ross Hutchins | 6-4, 6-4         | Parcours |

## Parcours dans les tournois duGrand Chelem

### En simple
N'a jamais participé à un tableau final.

### En double
| Année | Open d'Australie            | Open d'Australie            | Internationaux de France    | Internationaux de France  | Wimbledon                   | Wimbledon                | US Open                   | US Open                 |
| ----- | --------------------------- | --------------------------- | --------------------------- | ------------------------- | --------------------------- | ------------------------ | ------------------------- | ----------------------- |
| 1998  | 1er tour (1/32) J. Gould    | L. Hewitt L. Smith          | —                           | —                         | —                           | —                        | —                         | —                       |
| 1999  | —                           | —                           | —                           | —                         | —                           | —                        | —                         | —                       |
| 2000  | —                           | —                           | —                           | —                         | —                           | —                        | —                         | —                       |
| 2001  | 2e tour (1/16) G. Silcock   | W. Black K. Ullyett         | 1er tour (1/32) D. Bowen    | F. Čermák R. Štěpánek     | —                           | —                        | —                         | —                       |
| 2002  | 2e tour (1/16) G. Silcock   | M. Damm D. Prinosil         | 2e tour (1/16) G. Silcock   | M. Knowles D. Nestor      | 1er tour (1/32) G. Silcock  | B. MacPhie N. Zimonjić   | 1/8 de finale N. Healey   | J. Novák R. Štěpánek    |
| 2003  | 2e tour (1/16) N. Healey    | J. Coetzee C. Haggard       | 1er tour (1/32) N. Healey   | A. Clément N. Escudé      | 2e tour (1/16) S. Prieto    | G. Lapentti N. Lapentti  | 2e tour (1/16) N. Healey  | C. Haggard D. Johnson   |
| 2004  | 1er tour (1/32) G. Oliver   | S. Aspelin M. Bertolini     | 2e tour (1/16) T. Vanhoudt  | W. Black K. Ullyett       | 1er tour (1/32) T. Vanhoudt | M. Hood S. Prieto        | 2e tour (1/16) J. Thomas  | R. Nadal T. Robredo     |
| 2005  | 2e tour (1/16) J. Thomas    | M. Llodra F. Santoro        | 1er tour (1/32) S. Prieto   | N. Devilder M. Gicquel    | 1er tour (1/32) J. Thomas   | A. Fisher C. Haggard     | 2e tour (1/16) G. Oliver  | A. Delić J. Morrison    |
| 2006  | 1/8 de finale T. Parrott    | B. Bryan M. Bryan           | 1er tour (1/32) A. Fisher   | J. Auckland A. Murray     | 1er tour (1/32) A. Delić    | B. Bryan M. Bryan        | 1er tour (1/32) D. Škoch  | P. Hanley K. Ullyett    |
| 2007  | 1/8 de finale D. Škoch      | M. Knowles D. Nestor        | 2e tour (1/16) T. Cibulec   | L. Dlouhý P. Vízner       | 1er tour (1/32) T. Cibulec  | L. Dlouhý P. Vízner      | 1/8 de finale T. Phillips | J. Benneteau N. Mahut   |
| 2008  | 1er tour (1/32) T. Perry    | M. Damm P. Vízner           | 2e tour (1/16) F. Čermák    | I. Kunitsyn D. Toursounov | 1/8 de finale F. Čermák     | B. Bryan M. Bryan        | 1er tour (1/32) P. Hanley | B. Soares D. Vemić      |
| 2009  | 1/8 de finale P. Hanley     | L. Dlouhý L. Paes           | 1er tour (1/32) J. Coetzee  | J. Levinský I. Zelenay    | 2e tour (1/16) J. Coetzee   | R. Wassen I. Zelenay     | 1er tour (1/32) A. Fisher | R. De Voest R. Ram      |
| 2010  | 1er tour (1/32) R. Hutchins | M. Fyrstenberg M. Matkowski | 1er tour (1/32) R. Hutchins | D. Nestor N. Zimonjić     | 2e tour (1/16) R. Hutchins  | M. Granollers T. Robredo | 2e tour (1/16) J. Erlich  | J. Chardy C. Kas        |
| 2011  | 1er tour (1/32) A. Fisher   | I. Dodig J. Nieminen        | —                           | —                         | —                           | —                        | —                         | —                       |
| 2012  | 1er tour (1/32) D. Young    | M. Llodra N. Zimonjić       | 2e tour (1/16) P. Hanley    | M. Mirnyi D. Nestor       | 1er tour (1/32) A. Fisher   | I. Dodig M. Melo         | 1er tour (1/32) A. Fisher | J. Melzer P. Petzschner |

N.B. : le nom du ou de la partenaire se trouve sous le résultat ; le nom des ultimes adversaires se trouve à droite.

### En double mixte
| Année | Open d'Australie | Open d'Australie | Internationaux de France | Internationaux de France | Wimbledon                    | Wimbledon                    | US Open                    | US Open                |
| ----- | ---------------- | ---------------- | ------------------------ | ------------------------ | ---------------------------- | ---------------------------- | -------------------------- | ---------------------- |
| 2003  |                  |                  |                          |                          | 1/2 finale M. Sequera        | A. Rodionova Andy Ram        |                            |                        |
| 2007  |                  |                  |                          |                          | 1/4 de finale K. Bondarenko  | Alicia Molik J. Björkman     |                            |                        |
| 2008  |                  |                  |                          |                          |                              |                              | 2e tour (1/8) C. Dellacqua | N. Petrova J. Björkman |
| 2009  |                  |                  |                          |                          | 1er tour (1/32) Vania King   | M. Niculescu Andrei Pavel    |                            |                        |
| 2010  |                  |                  |                          |                          | 2e tour (1/16) K. Bondarenko | Alicja Rosolska Igor Zelenay |                            |                        |

N.B. : le nom de la partenaire se trouve sous le résultat ; le nom des ultimes adversaires se trouve à droite.